# Карлос Сімон
Карлос Еуженіо Сімон (порт. Carlos Eugênio Simon; 3 вересня 1965) — бразильський футбольний суддя (арбітр ФІФА у 1997—2010 роках). За освітою журналіст (Католицький університет Порту-Алегрі), має ступінь кандидата спортивних наук (спеціалізація — футбол). Двоюрідний брат професійного тенісиста Маркоса Даніела.

## Кар'єра
Працював головним арбітром на ряді міжнародних турнірів, зокрема: 
- Чемпіонат світу (2002, 2006, 2010[1])
- Олімпійські ігри (2000)
- Кубок Америки (2001)
- Чемпіонат світу серед футболістів до 20 років (1999).
- Міжконтинентальний кубок з футболу 2002
- Клубний чемпіонат світу з футболу 2009